# Czapnictwo
Czapnictwo, czapkarstwo – dziedzina rzemiosła, przemysłu zajmująca się wyrobem czapek.

## Historia
Rzemiosło spotykane od średniowiecza. Rozpowszechniło się w XVI wieku i I połowie XVII. Do większych ośrodków należały: Gdańsk, Poznań (cech czapników jest wymieniany jako jeden z ponad sześćdziesięciu cechów obecnych w Poznaniu w XVI w.), Łomża i Kraków. Polskie czapki były wywożone na Węgry, do Rosji, na Śląsk i Wołowszczyznę.
W 2 połowie XVIII wieku zmniejszył się popyt w związku z modą na czapki futrzane. W XVIII wieku powstają manufaktury czapnicze m.in. w Brzezinach, Ciechanowcu, Drzewnicy, Głównie, Gołędzinie, Korcu, Machnówce, Niemirowie, Sokołowie Podlaskim, Stawiskach, Strykowie i Warszawie.